# Das Leben: Eine Lüge
Das Leben: Eine Lüge ist die zweite Regiearbeit des französischen Filmemachers Jacques Audiard, der auch das Drehbuch mitverfasste. An den Filmfestspielen von Cannes 1996 uraufgeführt, erhielt er dort den Großen Preis für das beste Drehbuch zugesprochen.

## Handlung
Die Erzählung beruht auf dem Roman Un héros très discret (1989) von Jean-François Deniau. Sie handelt von einem jungen Franzosen, an dem die Ereignisse des Zweiten Weltkriegs in einem Provinzkaff fast spurlos vorbeigegangen sind, und der sich nach der Befreiung Ende 1944 eine Vergangenheit als Résistance-Kämpfer andichtet. Die Erzählung vom Hochstapler, dem die Menschen allzu gerne Glauben schenken, geht über den Einzelfall hinaus. Sie zielt auf eine im Nachkriegsfrankreich verbreitete Haltung, wonach jeder während des Krieges ein Held, keiner ein Kollaborateur gewesen sein will. Audiard: „Und dann gab es diese große Lüge, daß ganz Frankreich Widerstand geleistet habe. Eine Nation, die sich selbst anlügt, weil die Wahrheit nicht schön anzusehen und auszusprechen ist. (…) Neben den wahrhaft heroischen Akteuren dieser Zeit gab es auch Lügner und jene, die belogen werden wollten.“

## Kritik
Schon lange, meinte die Kritikerin von Les Echos, habe das französische Kino seinem Publikum keinen so starken und so verstörenden Film geschenkt. Audiard habe einen kühlen, feststellenden Ton und setze seine Mittel, die den Rhythmus nie bremsen, sparsam ein. Sekundiert von perfekten Nebendarstellern, spiele Mathieu Kassovitz verblüffend gelassen und sogar im Unwahrscheinlichen natürlich. Der Film erzähle von der kolossalen Fähigkeit unserer Gesellschaft (hier, damals, aber...), sich zum Besten halten zu lassen, wenn ihr das entgegenkommt, sich die Geschichte zusammenzusetzen für ein gutes Gewissen, und Betrüger zu vergöttern, wenn sie selbstgewiss und schneidig auftreten. Ablehnend äußerte sich Jean-Michel Frodon in Le Monde. Der Regisseur zeige zwar seine inszenatorischen Fähigkeiten und Kassovitz spiele mit fragloser Wirksamkeit. Der Umgang mit dem heiklen historischen Stoff sei Audiard aber nur teilweise geglückt. Letztlich sei das kein Geschichtsfilm, sondern einer über das Spektakel, und die Figuren halten mehrfach Lobreden auf den falschen Schein. Noch peinlicher sei, dass diese Botschaft auf formaler Ebene mit visuellen Tricks und Traumbildern verdoppelt werde. Der Zuschauer solle zum Komplizen gemacht und manipuliert werden, indem man ihn Illusionisten beklatschen lasse. Niemand sei verpflichtet die These sympathisch zu finden, die Wahrheit sei nichts als ein Köder für Naive.
Das Leben: Eine Lüge war in Deutschland erstmals am Filmfest Hamburg 1996 zu sehen, kam jedoch nicht ins reguläre Kinoprogramm. Die Süddeutsche Zeitung rühmte das „hinreißende Porträt eines im Grunde ganz schüchternen Windhunds, der selber am meisten über seine Tollkühnheit erstaunt ist.“ Wie andere erfolgreiche Geschichten auch, verhelfe diese dem Ohnmächtigen zu einem Gefühl von Macht und Stärke. „Ein bißchen Magie gehört eben nun einmal dazu. Und genau dies ist Audiard auf beeindruckend leichte, fast selbstironische Weise gelungen.“ Als „ebenso charmant wie sarkastisch-bissig“ bezeichnete die Frankfurter Allgemeine Zeitung den Streifen, dessen Hauptdarsteller „die Eleganz des Unscheinbaren in Vollendung beherrscht.“ Der Kritiker resümierte: „Niemand nimmt das Ernste leichter als die Franzosen, ohne es leichtzunehmen.“ Die taz-Kritikerin fand die Komödie und Kassovitz beide „fantastisch“. Die Vorwürfe der Libération, der Film sei zu leichtgewichtig gerade in Zeiten, in denen Revisionismus aufblühe, wies sie zurück: „als wäre nicht gerade so ein Film Zeichen allergrößter Souveränität und Gelassenheit und als müsste man nicht eher den großen Offenbarern und Enttarnern misstrauen.“ Die Rezensentin des film-dienstes war entzückt: „Die Glaubwürdigkeit und der Erfolg des Films sind nicht zuletzt der großartigen Interpretation von Mathieu Kassovitz zu verdanken, der den Film trägt. Sein zurückhaltendes und zugleich nuancenreiches Spiel verleiht der Figur so viel Charme, daß der Zuschauer nicht umhin kann, diesen Anti-Helden sympathisch zu finden.“